# Eupithecia hemileuca
Eupitecia hemileuca es una especie de polilla de la familia Geometridae. La especie fue descrita por primera vez por George Hampson en 1895 y se puede encontrar en Tailandia e India, región de Punyab. El sintipo de la especie fue descrita en los alrededores de Dalhousie.

## Descripción
Es una polilla pequeña con una envergadura de unos 22 milímetros (0,9 plg). La cabeza, tórax y abdomen son de color gris y marrón oscuro. El tórax y el primer segmento del abdomen son de color blanco puro. Las alas anteriores son de color blanco puro, con cuatro grandes manchas negruzcas en la costa.